# Техасский петаваттный лазер
Теха́сский петава́ттный ла́зер (англ. Texas Petawatt Laser) — проект сверхмощной лазерной установки в Техасском университете в Остине, рассчитанной на получение лазерных импульсов мощностью до 1,3 ПВт. В 2008 году было получено излучение мощностью 1,1 ПВт, что являлось на начало 2011 года рекордным значением для действующих установок. Большей мощности до этого достигал только лазер Nova в Ливерморской национальной лаборатории, но он был закрыт в 1999 году.

## Схема лазера
Предполагается, что лазерная система будет содержать два синхронизированных между собой канала: петаваттный (длительность импульса 150 фс, энергия в импульсе — 200 Дж) на длине волны 1057 нм и длинноимпульсный (длительность импульса 10 нс, энергия — 500 Дж) на длине волны 527 нм.
Петаваттная линия построена на гибридной схеме с использованием технологии усиления чирпированных импульсов. Вначале идут два каскада оптического параметрического усиления в кристаллах BBO. На их выходе энергия импульса составляет 40 мДж. Затем идёт каскад оптического параметрического усиления в кристаллах KDP, на выходе которого энергия импульса уже 1 Дж. Оконечный каскад выполнен на комбинированном, фосфатном и силикатном, стекле, доппированном неодимом. Использование комбинированного стекла позволяет сохранить относительно короткую длительность импульса по сравнению с чисто неодимовыми системами. На его выходе ожидается получение импульса с энергией 270 Дж. После сжатия в компрессоре энергия должна упасть до 200 Дж, а длительность — уменьшиться до 150 фс.

## Применение
Планируется, что на установке будут организованы три мишенных камеры: одна для длинноимпульсного канала, другая — для петаваттного, и третья — для экспериментов с излучением обоих каналов. Среди задач, которые планируется исследовать в рамках проекта, называются нагрев твердотельной плазмы, транспорт горячих электронов в нагретой плазме, лазерная генерация нейтронов, лазерное ускорение электронов, фундаментальная физика в сверхсильных полях и другие.
С использованием Техасского петаваттного лазера был получен пучок электронов, ускоренных до энергии около 2 ГэВ. На момент публикации результата в июне 2013 года это был мировой рекорд.